# Каччапалья, Роберто
Роберто Каччапалья (итал. Roberto Cacciapaglia, р. 1959, Милан) — итальянский композитор и пианист.

## Биография
Родился в 1959 году в Милане. Высшее музыкальное образование получил в Миланской консерватории имени Джузеппе Верди под руководством Бруно Беттинелли, которую окончил с академической степенью по музыкальной композиции, а также по классам дирижирования и электронной музыки. Работал в студии фонологии RAI (итал. Radiotelevisione Italiana). Сотрудничал с филиалом CNR (итал. Consiglio Nazionale delle Ricerche) в Пизе, где изучал применение компьютерных технологий в сфере музыки.
В сотрудничестве с Королевским филармоническим оркестром были записаны три альбома: Quarto Tempo (2007), Canone degli spazi (2009) и Ten Directions (2010).
В 2011 году переработанная композиция Times была использована в рекламе компании Ростелеком. В 2013 году Каччапалья дал концерты в Москве и Санкт-Петербурге.
28 января 2014 года вышел альбом Alphabet, записанный в концертном зале Миланской консерватории. В июне 2014 года состоялся небольшой итальянский тур композитора в поддержку этого альбома (Рим, Милан, Флоренция).

## Творчество

### Дискография
- 1975 — Sonanze[итал.] (Ohr; ремастеринг и переиздание на CD: Ducale[итал.], 2000);
- 1979 — Sei note in logica (Philips; ремастеринг и переиздание на CD: Ducale, 2000);
- 1981 — The Ann Steel Album[итал.] (Ремастеринг и переиздание на CD: Recording Arts, 2003);
- 1986 — Generazioni del cielo[итал.] (Ed.Dischi Ricordi[итал.] Fonit Cetra; ремастеринг и переиздание на CD: Ducale, 2000);
- 1992 — Angelus Rock[итал.] (Polygram Italic);
- 1996 — Tra cielo e terra[итал.] (CGD[англ.]);
- 2001 — Arcana (BMG Ricordi[итал.]);
- 2003 — Tempus Fugit[итал.] (BMG Ricordi);
- 2005 — Incontri con l'anima[итал.] (Deltadischi);
- 2007 — Quarto tempo[итал.] (Universal Music);
- 2009 — Canone degli spazi[итал.] (Universal Music);
- 2010 — Ten Directions[итал.] (Glance, дистрибьютор: Sony Music);
- 2011 — Live from Milan (Glance, дистрибьютор: Sony Music)[4][6].
- 2014 — Alphabet (Glance, дистрибьютор: Decca Records);
- 2015 — Tree of life;
- 2017 — Atlas[7].

### Оперы
- Le lamentazioni di Geremia (1986);2017
- Transarmonica (1988);
- Aurea Carmina (1988);
- Il segreto dell’alba (1989);
- Un giorno X (1990);
- Le mille e una notte (1991)[8].

### Оратории
- Generazioni del cielo (1986)[8].